# Крупський Анатолій Федорович
Анато́лій Фе́дорович Кру́пський (*26 січня 1958 р., м. Дніпропетровськ) — український політик, перший заступник голови Дніпропетровської облдержадміністрації.

## Життєпис
- закінчив Дніпровську школу 122
- 1982 р. — листопад 1985 р. — секретар комітету комсомолу Дніпропетровського м'ясокомбінату.
- Листопад 1985 р. — листопад 1989 р. — перший секретар Самарського райкому комсомолу Дніпропетровська (РК ЛКСМУ).
- У 1985 р. завершив навчання у Дніпропетровському інституті інженерів залізничного транспорту ім. М. І. Калініна за фахом «інженер-промтеплоенергетик» (спеціальність «промислова теплоенергетика»). Працював слюсарем з ремонту обладнання на заводі ім. Комінтерну, майстром ремонтно-механічного цеху Дніпропетровського м'ясокомбінату. Був заступником голови виконкому Самарської райради.
- листопад 1989 р. — травень 1992 р. — заступник голови виконкому Самарської райради м. Дніпропетровська.
- травень 1992 р. — січень 1993 р. — начальник відділу прогнозування народонаселення (демографії) і трудових ресурсів комітету економіки Дніпропетровської облдержадміністрації.
- січень 1993 р. — січень 1998 р. — директор малого підприємства «Стандарт», товариства з обмеженою відповідальністю Виробничо-комерційне підприємство «Стандарт ЛТД», м. Дніпропетровськ.
- січень 1998 р. — лютий 2000 р. — голова Самарської районної ради м. Дніпропетровська.
- У 2000 р. — Дніпропетровський державний університет за спеціальністю «управління персоналом» (менеджмент), кваліфікація — «економіст». Працював в управлінні економіки Дніпропетровської облдержадміністрації.
- З 2000 р. — перший заступник міського голови м. Дніпропетровська.
- у 2003 р. — завершив навчання у закладі «Дніпропетровський регіональний інститут державного управління Української Академії державного управління при Президентові України» за спеціальністю «державне управління». Член «Партії регіонів».
- лютий 2000 р. — січень 2013 р. — перший заступник Дніпропетровського міського голови[2].
- 21 січня 2013 р. — перший заступник голови Дніпропетровської облдержадміністрації.

## Нагороди
- У 2002 р. — присвоєно почесне звання «Заслужений економіст України»[3],
- у 2009 р. — нагороджений орденом «За заслуги» III ступеня[4].

## Особисте життя
Сім'я:

Одружений, виховує доньку.
Захоплення:

Хокей. Є віце-президентом хокейного клубу «Приднепровск».